# 平成歌謡塾
平成歌謡塾（へいせいかようじゅく）は、日本コロムビアの子会社であるコロムビアソングス・キングレコード・日本クラウンが制作して一部民間放送で放送されていた、演歌・歌謡曲に特化した音楽番組である。

## 概要
作曲家の市川昭介が塾長、女性演歌歌手が月替わりで司会という体制を長年取ってきたが、2006年9月に市川が死去して以降は、作曲家の四方章人が塾長代理を務めていた。また、2004年からはアシスタントも導入、カラオケレッスンコーナー（後述）を担当していた。
コロムビア・キング・クラウン所属の演歌・歌謡曲歌手がゲスト出演者の中心となっていた。まれに、3社に所属するフォーク・ポップス歌手やグループ、楽器奏者が出演することもあった。
2010年9月をもって、900回以上、17年9か月に及んだ放送を終了した。
その後、2010年10月から2015年9月までは当番組の内容をそのまま引き継いだ『新・平成歌謡塾』がBS朝日で、さらに2015年10月から2019年3月まで、当番組の実質第3シリーズに当たる『平成歌謡塾2』がTwellvにて放送されていた。なお、『平成歌謡塾2』から、制作がコロムビアソングスから番組制作会社のエフ・エイ・ブイに移行している。
2019年4月より、毎週水曜日5:00 - 5:30にBS日テレにて第4シリーズの『令和歌謡塾』（5月放送分より、4月放送分の番組名は単に『歌謡塾』）が放送されている。余談だが、2021年4月から2022年3月まではテレビ東京系列のテレビ北海道（TVh）が地上波で唯一放送していた。

## 主な出演者

### 塾長
- 市川昭介（2006年9月に死去）
  - 2006年10月から最終回までの4年間は四方章人が塾長代理を務めていた。

### 出演者

#### スタジオ司会
2人が月替わりで担当
- 若山かずさ・小村美貴
- 川野夏美・山本智子

### レッスンコーナー司会
2004年から導入、月替わりで担当
- 瀬口侑希
- 三代目コロムビア・ローズ
- 井上由美子

## 番組内容
- 視聴者からのハガキ紹介
- ゲストとなる演歌歌手2人のインタビューと生歌披露
- カラオケレッスンコーナー
- 視聴者プレゼント

## 歴史
- 1993年（平成5年）1月：首都圏の独立放送局を中心に放送開始。
- 2006年（平成18年）9月：塾長だった市川が逝去。四方が塾長代理を務めていた。
- 2010年（平成22年）9月：900回以上、17年9か月にわたった放送を終了。

## ネット局
当初は首都圏の独立放送局を中心にネットしていたが、最終的には首都圏以外でも放送されていた。
| 放送対象地域  | 放送局                         | 放送日時           | 放送区分       | 備考                                                  |
| ------------- | ------------------------------ | ------------------ | -------------- | ----------------------------------------------------- |
| 岐阜県        | 岐阜放送                       | 土曜 7:00 - 7:30   | 独立放送局     | 2010年9月25日放送終了                                 |
| 埼玉県        | テレビ埼玉（幹事局）           | 火曜 10:30 - 11:00 | 独立放送局     | 2010年9月28日放送終了                                 |
| 千葉県        | 千葉テレビ放送                 | 木曜 8:30 - 9:00   | 独立放送局     | 2010年9月30日放送終了                                 |
| 滋賀県        | びわ湖放送                     | 木曜 8:00 - 8:30   | 独立放送局     | 2010年9月30日放送終了                                 |
| 群馬県        | 群馬テレビ                     | 金曜 9:00 - 9:30   | 独立放送局     | 2010年10月1日放送終了                                 |
| 栃木県        | とちぎテレビ                   | 金曜 10:30 - 11:00 | 独立放送局     | 2010年10月1日放送終了                                 |
| 和歌山県      | テレビ和歌山                   | 土曜 6:30 - 7:00   | 独立放送局     | 2010年9月25日放送終了                                 |
| 東京都        | 東京メトロポリタンテレビジョン | 日曜 6:00 - 6:30   | 独立放送局     | 2010年9月26日放送終了                                 |
| 岩手県        | IBC岩手放送                    | 月曜 26:20 - 26:50 | TBS系列        | 2010年9月27日放送終了                                 |
| 山梨県        | テレビ山梨                     | 金曜 5:00 - 5:30   | TBS系列        | 2010年10月1日放送終了                                 |
| 新潟県        | 新潟放送                       | 日曜 5:00 - 5:30   | TBS系列        | 2010年9月26日放送終了                                 |
| 広島県        | 中国放送                       | 土曜 5:15 - 5:45   | TBS系列        | 2010年9月25日放送終了                                 |
| 中京広域圏    | 名古屋テレビ放送               | 日曜 5:20 - 5:50   | テレビ朝日系列 | 2010年9月26日放送終了                                 |
| 宮城県        | 東日本放送                     | 日曜 5:20 - 5:50   | テレビ朝日系列 | 2010年9月26日放送終了                                 |
| 熊本県        | 熊本朝日放送                   | 土曜 5:20 - 5:50   | テレビ朝日系列 | 2010年9月25日放送終了                                 |
| 北海道        | 北海道文化放送                 | 土曜 5:30 - 6:00   | フジテレビ系列 | 2010年9月25日放送終了                                 |
| 福岡県        | TVQ九州放送                    | 土曜 5:30 - 6:00   | テレビ東京系列 | 2010年9月25日放送終了                                 |
| 岡山県･香川県 | テレビせとうち                 | 日曜 6:15 - 6:45   | テレビ東京系列 | 2010年9月26日放送終了                                 |
| 日本全域      | 第一興商スターカラオケ         | 外部リンク参照     | CS放送         | 『新・平成歌謡塾』も2012年3月の閉局まで引き続き放送。 |